# Ersmossens naturreservat
Ersmossens naturreservat är ett naturreservat i Norrtälje kommun i Stockholms län.
Området är naturskyddat sedan 2019 och är 61 hektar stort. Naturreservatet ligger öster om Hallstavik och består av barrskog, sumpskog och våtmark.